# 连续性纯合片段
连续性纯合片段 (Runs of homozygosity, ROH) 是来自共同祖先的相同单倍型遗传产生的长段纯合基因型。ROH在人类基因组中普遍存在，在非近交人群中也是如此。
在基因组中，ROH多见于高连锁不平衡和低重组的区域，这可以用近交缺乏重组打破ROH或是该区域本身高连锁不平衡而低重组解释。
高于特定长度连续性纯合片段在常染色体基因组的比例，称为FROH，可用于预测或估计一个亚群的个体自合性的潜力，可用作基因组近交系数（Genomic inbreeding coefficient）。

## 影响因素
对于较大的种群中的个体，其所有的ROH通常较短，而对于封闭的或孤立的或规模较小的或是近亲繁殖的种群的个体，则其所有的ROH较长。在人类中，有研究认为美洲原住民可能拥有世界上最高的ROH负担。
较早的一些研究认为，非遗传因素也可能对ROH的水平产生影响，如受教育水平，这可能和受过高等教育的人更有可能移民有关。之后的一项研究则否认非遗传因素对ROH的影响。

## 检测方法
PLINK等工具等的算法在SNP微阵列的数据中，沿染色体移动固定大小的“窗口”来扫描每条染色体，如果一个窗口内的纯合SNPs的比例高于预设值，则认定为ROH；此外采用隐马尔可夫模型（HMM）的具有较高计算成本的方法，综合考虑血缘同源（IBD）状态和连锁不平衡（LD）效应并处理基因型错误，使用该算法的软件有 Beagle、Garlic等。

## 应用
该技术可以用来识别保护生物学中的近亲繁殖的基因组足迹，因为最近经历近亲繁殖后的生物将表现出较长的连续性纯合片段。例如，在瑞士阿尔卑斯山分步骤重新引入阿尔卑斯羱羊（Capra ibex）的策略造成了数个严重的种群瓶颈，降低了新引入群体的遗传多样性。可以通过测量不同个体的连续性纯合片段来研究近亲繁殖对亚群所产生的影响。